# 능동고등학교
능동고등학교(陵洞高等學校)는 대한민국 경기도 화성시 능동에 있는 공립 고등학교이다.

## 학교 연혁
- 2010년 1월 11일 : 24학급 설립 인가
- 2010년 3월 1일 : 개교 및 초대 김기만 교장 취임
- 2010년 3월 2일 : 제1회 입학식(남/여 8학급 296명)
- 2013년 2월 7일 : 제1회 졸업식(274명)
- 2023년 1월 3일 : 제11회 졸업식(264명)
- 2024년 3월 1일 : 제6대 박지원 교장 취임
- 2024년 3월 4일 : 제15회 입학식(남/여 8학급 284명)

## 참고 자료
- 능동고등학교 - 한국교육학술정보원 학교알리미